# خوان كارلوس غونزاليس زامورا
خوان كارلوس غونزاليس زامورا (بالإسبانية: Juan Carlos González Zamora)‏ هو لاعب شطرنج مكسيكي، ولد في 24 يونيو 1968 في هافانا في كوبا.

## وصلات خارجية
- خوان كارلوس غونزاليس زامورا على موقع الاتحاد الدولي للشطرنج (الإنجليزية)
- خوان كارلوس غونزاليس زامورا على موقع مباريات الشطرنج (الإنجليزية)
- خوان كارلوس غونزاليس زامورا على موقع 365Chess.com (الإنجليزية)
- خوان كارلوس غونزاليس زامورا على موقع Chesstempo.com (الإنجليزية)
- خوان كارلوس غونزاليس زامورا سجل أولمبياد الشطرنج على موقع OlimpBase.org (الإنجليزية)